# 瀨戶朝香
瀨戶朝香（日语：／ Seto Asaka，1976年12月12日—），日本女演員。愛知縣瀨戶市出身，經紀公司是Foster，左撇子，丈夫是日本組合V6成員井之原快彥。

## 人物
本名家田惠美，藝名的姓氏「瀨戶」是取自出身地愛知縣瀨戶市，中學時在家附近被星探發掘，中學畢業後前往東京，進入娛樂圈。由出道以來，參演的電視劇及電影數量一直很穩定。
以前經常駕駛豐田的Celsior，現在則擁有美國出產的Chevrolet TrailBlazer四驅車。瀨戶非常愛駕駛跟老家，閒時會自己駕駛，帶同3隻愛犬回老家。出道前，鄰居對她的印象極佳，可見瀨戶不但不喝酒，也不愛夜生活。
雖然初期形象被定為十多歲的偶像，可是自1996年在電視劇《一對35歲的戀人》飾演不依靠男人的未婚媽媽後，經常演出堅毅不屈的女性角色，建立起演藝事業上的地位。
之後，為了擺脫堅強女性的既定形象，不斷挑戰不同的角色，可是2005年的《離婚律師II》之後，又再次飾演堅強女性的角色。
在日本電視台的節目《松村邦洋のオールナイトニッポン》中，每週都使用因慎吾媽媽而聞名的美乃滋作調味。
2007年9月28日，公佈跟交往已久的V6成員井之原快彥結婚，翌日9月29日清晨時份報理入籍手續。2人在1995年拍攝日本電視台電視劇《終らない夏》時初次見面，當時井之原還是Johnnys'Jr。
2008年4月11日開設official blog。2008年5月舉行婚宴。婚後育有一子一女，兄妹分別於2010年及2013年出生。
2011年12月《惡女們的刀》特別篇電視劇與仲間由紀惠共演，為產後復出之作品。2012年10月期的《TOKYO AIRPORT〜東京機場管制保安部〜》為產後復出的連續劇。

## 參演作品

### 電視劇
- 相逢何必曾相識（1993年，富士電視台）※初次演出電視劇
- 我從來沒有眼淚（1993年，富士電視台）飾 加納夕貴
- Sweet Home（1994年，東京廣播公司，TBS）飾 宮坂菜穗
- 世界奇妙物語（富士電視台）
  - 春之特別篇1994「轉學生」（1994年3月30日）飾 姫野栄子（主演）
  - 秋之特別篇2004「空白之人」（2004年9月20日）飾 川越由紀（主演）
- 某年夏天（1994年，富士電視台）飾 佐野朝美
- 東京大學物語（1994年，朝日電視台）飾 水野遙（主演）
- 私はニュースキャスター 迷惑でしょうが（1995年，TBS）
- 終らない夏（1995年，日本電視台）飾 工藤向日葵（主演）
- Miss Diamond（1995年，朝日電視台）飾 咲坂ナナ（主演）
- 一對35歲的戀人（1996年，富士電視台）飾 照井ミサ
- 朋友的戀人（1997年，TBS）飾 水澤晶（主演）
- 成田離婚（1997年，富士電視台）飾 田中夕子（主演）
- 獵男高手（1998年，富士電視台）飾 中田千里
- 浪花金融道4（1999年，富士電視台）飾 山川しのぶ
- P.S. 元気です、俊平（日语：P.S. 元気です、俊平）（1999年，TBS）飾 太田原桃子
- 晴れ着、ここ一番（2000年，NHK）飾 今野あづき（主演）
- 催眠（2000年，TBS）飾 蒼井由夏
- 再見小津先生（2001年，富士電視台）飾 足利みゅー
- 利家與松（2002年，NHK）飾 殿
- 真夜中は別の顔（2002年，NHK）飾 蓮井ノエル（主演）
- 怪談百物語（2002年，富士電視台）飾 阿露（第11回-牡丹燈籠）
- 熱烈的中華飯店（2003年，富士電視台）飾 三村奈奈子
- 新夜逃屋本舖（2003年，日本電視台）飾 赤根杏子
- 大奥 第一章（2004年，富士電視台）飾 永光院（阿萬）
- 離婚女律師II（2005年，富士電視台）飾 佐伯繪里
- 27歳的暑假（2005年，TBS）飾 住田莉沙（主演）
- 女系家族（2005年，TBS）飾 矢島千壽
- 今夜一個人睡（2005年，TBS）飾 友永友
- 愛之流刑地（2007年，日本電視台）飾 織部深雪
- Life（2007年，富士電視台）飾 戶田和佳繪
- 蜂蜜與四葉草（2008年，富士電視台）飾 原田理花
- 惡女們的刀（2011年，富士電視台）飾 中原永遠子
- TOKYO AIRPORT〜東京機場管制保安部〜（2012年，富士電視台）飾 竹內裕美
- ST 紅與白的搜查檔案（2014年，日本電視台）飾 松戶紫織
- 女の中にいる他人（2017年，NHK BS Premium）飾 田沼百合子（主演）
- 你已藏在我心底（2018年，TBS）飾 堀田麻衣子
- 三個歐吉桑 2019新春特別企劃~三個歐吉桑歸來~平成最後的惡棍大亂鬥大成功SP!（2019年，東京電視台）飾 高木沙織
- Doctor-X7（2021年，朝日電視台）飾 八神五月
- Ensemble（2025年，日本電視台）飾 小山祥子

## 電影
- 大失戀（1995年）
- 不死情謎（2001年）
- 鬼來電2（2005年）
- 2/2（2005年）
- 死亡筆記（2006年）
- 嫌豬手事件簿（2006年）
- L：最終的23日（2008年）
- 花樣跳水少年（2008年）
- 聯合艦隊司令長官 山本五十六（2011年）
- 上京物語（2013年）

## 寫真集
- 2004: ASIAN（朝日出版社）
- 2004: STAZIONE（朝日出版社）
- 1999: Gracias!（Crocodilian Books）
- 1995: MUKU-夢驅-（集英社）

## 唱片
- 1996: to Love
- 1996: White（單曲）
- 1996: 離さない 離せない（單曲）
- 1995: Eternal Moment
- 1995: この情熱はダイヤモンド（單曲）
- 1995: 夏色の『永遠』（單曲）

## 外部連結
- 瀨戶朝香 instagram
- FOSTER MANAGEMENT OFFICE （页面存档备份，存于）
- 瀨戶朝香個人Blog （页面存档备份，存于）